# Eois nigricosta
Eois nigricosta là một loài bướm đêm trong họ Geometridae.